# Al-Taymuriyya (cràter)
Al-Taymuriyya és un cràter d'impacte en el planeta Venus de 19 km de diàmetre. Porta el nom d'Aisha 'Esmat al-Taymuriyya (1840-1902), escriptora egípcia, i el seu nom va ser aprovat per la Unió Astronòmica Internacional el 1991.